# Bileks Azurjungfer
Bileks Azurjungfer (Coenagrion hylas), auch Sibirische Azurjungfer genannt, ist eine Libellenart aus der Familie der Schlanklibellen (Coenagrionidae). Diese gehören zu den Kleinlibellen (Zygoptera).

## Merkmale
Bileks Azurjungfer hat eine Körperlänge von bis zu 38 Millimetern und eine Spannweite von bis zu 56 Millimetern. Wie alle Azurjungfern ist sie kontrastreich schwarz-blau gefärbt. Ihre Färbung unterscheidet sich von denen anderer Azurjungfern dadurch, dass bei beiden Geschlechtern die schwarzen Zeichnungen auf den Hinterleibssegmenten seitlich zu einer durchgehenden Linie zusammenfließen. Bei den Männchen ist die Unterseite durchgängig schwarz gefärbt. 
Die einzige Azurjungfer mit einer ähnlichen Zeichnung ist die Nordische Azurjungfer (Coenagrion johanssoni). Diese ist aber deutlich kleiner und hat ihr Verbreitungsgebiet in Nordskandinavien und im Baltikum.
Die blaue Grundfärbung geht bei den Weibchen am Thorax und den letzten Hinterleibssegmenten ins Grünliche.

## Verbreitung und Schutz
Die Art lebt in Nordasien vom Ural bis Japan, mit dem Schwerpunkt in Ostsibirien; in Europa wurde sie erstmals am Zwingsee in Oberbayern entdeckt und binnen zehn Jahren, wahrscheinlich durch Sammlung und Umweltzerstörung, ausgerottet. Es sind derzeit noch etwa zehn Vorkommen in Westösterreich bekannt. In Deutschland und der Schweiz gilt die Art als ausgestorben.
Coenagrion hylas steht in Europa unter strengem Schutz und wird in der FFH-Richtlinie im Anhang II („es sind eigens Schutzgebiete auszuweisen“) sowie im Anhang II der Berner Konvention geführt.

## Lebensraum und Lebensweise
Bileks Azurjungfer lebt in Europa bevorzugt an kleinen, durch kalkhaltige Quellen gespeisten Bergseen, deren flache Ufer mit Seggen und Schachtelhalm bewachsen sind.
Die Flugzeit dauert von Mai bis August, mit einem Maximum im Juni und Juli. Bileks Azurjungfer gilt als sehr inaktiv. Sie fliegt im Allgemeinen nur an sonnigen Tagen und dann in den vier Stunden um die Mittagszeit.

## Taxonomie
Die Art wurde 1952 von Alois Bilek am Zwingsee in Oberbayern erstmals in Europa entdeckt und als Agrion freyi beschrieben. Ob die in Europa lebenden Populationen als eigene Unterart (Coenagrion hylas freyi) oder gar als eigene Art anzusehen sind, war längere Zeit umstritten. Mittlerweile ist es aber allgemein akzeptiert, dass die alpinen Populationen von Coenagrion hylas als postglaziales Relikt einer mittlerweile ansonsten sibirischen Art anzusehen sind.